# Gurrea de Gállego
Gurrea de Gállego és un municipi aragonès situat a la província d'Osca i enquadrat a la comarca de la Foia d'Osca.

## Administració
| Legislatura | Nom                               | Grup |  |
| ----------- | --------------------------------- | ---- |  |
|             |                                   |      |  |
| 1979-1983   | {}                                | {}   |  |
| 1983-1987   | Jesús Tris Sarraseca              | PSOE |  |
| 1987-1991   | Carlos Ángel Til Mata             | PP   |  |
| 1991-1995   | Carlos Ángel Til Mata             | PP   |  |
| 1995-1999   | Carlos Ángel Til Mata             | PP   |  |
| 1999-2003   | Juan Ramón Eseverri Abadía        | PAR  |  |
| 2003-2007   | Juan Carlos Sanmartín Viscasillas | PSOE |  |

## Demografia
| 1900  | 1910  | 1930  | 1940  | 1950  | 1960  | 1970  | 1981  | 1986  | 1992  | 1999  | 2004  |
| ----- | ----- | ----- | ----- | ----- | ----- | ----- | ----- | ----- | ----- | ----- | ----- |
| 1.514 | 1.619 | 1.697 | 1.626 | 2.199 | 2.600 | 2.285 | 2.178 | 2.117 | 1.981 | 1.839 | 1.744 |

## Entitats de població
El municipi agrupa els nuclis següents:
- El Temple. Està situat a 618 metres sobre el nivell del mar. L'any 1991 el llogaret tenia 528 habitants. Barri nascut amb el primer pla de regs de Monegres.[2]
- La Paúl. Està situat a 320 metres d'altitud. Tenia 223 habitants l'any 1991.[3]

## Agermanaments
- Sauvatèrra de Biarn